# Фенсі-Геп (Вірджинія)
Фенсі-Геп (англ. Fancy Gap) — переписна місцевість (CDP) в США, в окрузі Керролл штату Вірджинія. Населення — 214 особи (2020).

## Географія
Фенсі-Геп розташоване за координатами 36°40′17″ пн. ш. 80°42′4″ зх. д. / 36.67139° пн. ш. 80.70111° зх. д. (36.671304, -80.701083).  За даними Бюро перепису населення США в 2010 році переписна місцевість мала площу 10,49 км², з яких 10,48 км² — суходіл та 0,01 км² — водойми.

## Демографія
Згідно з переписом 2010 року, у переписній місцевості мешкало 237 осіб у 101 домогосподарстві у складі 68 родин. Густота населення становила 23 особи/км².  Було 152 помешкання (14/км²).
Расовий склад населення:
| - 97,0 % — білих - 2,5 % — осіб інших рас |

До двох чи більше рас належало 0,4 %. Частка іспаномовних становила 2,5 % від усіх жителів.
За віковим діапазоном населення розподілялося таким чином: 23,2 % — особи молодші 18 років, 52,3 % — особи у віці 18—64 років, 24,5 % — особи у віці 65 років та старші. Медіана віку мешканця становила 44,6 року. На 100 осіб жіночої статі у переписній місцевості припадало 83,7 чоловіків;  на 100 жінок у віці від 18 років та старших — 80,2 чоловіків також старших 18 років.
Середній дохід на одне домашнє господарство  становив 89 930 доларів США (медіана — 89 141), а середній дохід на одну сім'ю — 97 445 доларів (медіана — 92 500). 
Цивільне працевлаштоване населення становило 92 особи. Основні галузі зайнятості: освіта, охорона здоров'я та соціальна допомога — 47,8 %, транспорт — 23,9 %, фінанси, страхування та нерухомість — 15,2 %, виробництво — 13,0 %.